# WireWorld Studio
WireWorld Studio es una instalación de alta gama, equipado para la grabación y mezcla de música en una variedad de formatos, incluyendo 5.1 surround. Se encuentra ubicado en cuatro hectáreas de propiedad exuberante a las afueras de Nashville, Tennessee, en los Estados Unidos.
Se fundó el 1 de septiembre de 1996 por Michael Wagener. En dichos estudios han grabado bandas como Accept, Mötley Crüe, Lordi, Ozzy Osbourne, Dokken o Stryper entre otros.

## Bandas destacadas[1]
- Accept
- Alice Cooper
- Dokken
- Extreme
- Great White
- Hammerfall
- Helloween
- Keel
- King's X
- Janet Jackson
- Lordi
- Megadeth
- Metallica
- Mötley Crüe
- Overkill
- Ozzy Osbourne
- Poison
- Queen
- Raven
- Sebastian Bach
- Skid Row
- Stryper
- Testament
- The Rasmus
- W.A.S.P.
- White Lion